# Ernest Haycox
Ernest James Haycox (1. října 1899, Portland, Oregon – 13. října 1950, tamtéž) byl americký spisovatel westernů.

## Život
Po absolvování oregonských místních škol narukoval roku 1915 do Armády Spojených států amerických a během první světové války sloužil v Evropě. Roku 1923 vystudoval žurnalistiku na Oregonské univerzitě a začal se věnovat literatuře. Napsal dvacet pět románů a asi tři sta povídek, které publikoval v časopisech. Ve svém díle následoval klasické westernové spisovatele jako byl Owen Wister, Zane Grey nebo Max Brand. Své příběhy vyprávěl podle tradičního westernového vzorce: akční děj, stateční hrdinové, oškliví darebáci a ctnostné hrdinky.
Byl velmi úspěšným spisovatelem a ve třicátých a čtyřicátých letech byl nejuznávanějším oregonským autorem časopiseckých povídek. Podle jeho snad nejznámější povídky Stage to Lordsburg (1937, Dostavník do Lordsburgu) byl roku 1939 natočen režisérem Johnem Fordem slavný film Stagecoach (Dostavník, česky jako Přepadení) s Johnem Waynem v hlavní roli.
Skutečné umělecké úrovně pak dosáhl ve svém nejlepším románu, v epopeji The Earthbreakers (Vítězové nad půdou), která vyšla až po jeho smrti. Zobrazil v ní oregonské pionýry a jejich snahu o vybudování fungující společnosti. Po dokončení knihy mu byla diagnostikována rakovina. Podrobil se dvěma neúspěšným operacím a krátce po druhé zemřel.

## Dílo

### Romány
| - Free Grass (1928) - Chaffee of Roaring Horse (1929, Jim Chaffee od Divokého koně) - Whispering Range (1931, Šeptající ranč) - Starlight Rider (1933, Hvězdný jezdec) - Riders West (1934, Jezdci ze západu) - Rough Air (1934) - The Silver Desert (1935, Stříbrná poušť) - Trail Smoke (1936) - Trouble Shooter (1936) - Deep West (1937) - Sundown Jim (1937) - Man in the Saddle (1938, Muž v sedle) - The Border Trumpet (1939, Trubka na hranici) | - Saddle and Ride (1940) - Rim of the Desert (1940) - Trail Town (1941) - Alder Gulch (1942) - Action by Night (1942) - The Wild Bunch (1943) - Bugles in the Afternoon (1943, Odpolední polnice) - Canyon Passage (1945) - Long Storm (1946, Dlouhá bouře) - Head of the Mountain (1952) - The Earthbreakers (1952, Vítězové nad půdou) - The Adventurers (1954) |

### Sbírky povídek
| - Outlaw (1939, Psanec) - Murder on the Frontier (1942, Vražda na hranici) - Pioneer Loves (1948, Pionýrské lásky) - Prairie Guns (1949) - The Last Rodeo (1949, Poslední rodeo). - Rough Justice (1950, Drsná spravedlnost) - By Rope and Lead (1951, Provazem a olovem) - Rawhide Range (1952) | - Vengeance Trail (1955) - Gun Talk (1956) - Brand Fires on the Ridge (1959) - Sixgun Duo (1965) - Trigger Trio (1966) - Burnt Creek: A Frontier Duo (1996) - New Hope (1998) |

## Filmové adaptace
- Stagecoach (1939, Dostavník), česky uváděno jako Přepadení, americký film podle povídky Dostavník do Lordsburgu, režie John Ford, v hlavní roli John Wayne.
- Union Pacific (1939), americký film podle románu Trouble Shooter, režie Cecil B. DeMille.
- Sundown Jim (1942), americký film podle stejnojmenného románu, režie James Tinling.
- Apache Trail (1942), americký film podle povídky Stage Station (1939), režie Richard Thorpe.
- Abilene Town (1946), americký film podle románu Trail Town, režie Edwin L. Marin.
- Canyon Passage (1946), americký film podle stejnojmenného románu, režie Jacques Tourneur.
- Montana (1950), americký film podle autorova scénáře, režie Ray Enright, v hlavní roli Errol Flynn.
- Man in the Saddle (1951, Muž v sedle),americký film podle stejnojmenného románu, režie André de Toth.
- Apache War Smoke (1952), americký film podle povídky Stage Station, režie Harold F. Kress.
- Bugles in the Afternoon (1952, Odpolední polnice), americký film podle stejnojmenného románu, režie Roy Rowland.
- The Far Country (1954), americký film částečně založený na románu Alder Gulch, režie Anthony Mann, v hlavní roli James Stewart.
- Stagecoach (1966, Dostavník), americký film podle povídky Dostavník do Lordsburgu, režie Gordon Douglas.
- Stagecoach (1986, Dostavník), americký televizní film podle povídky Dostavník do Lordsburgu, režie Ted Post.

## Česká vydání

### Samostatmé knihy
- Šeptající ranch, Bohumil Janda, Praha 1933, přeložil Bohumil Z. Nekovařík.
- Mluvka cowboy, Bohumil Janda, Praha 1933, přeložil Bohumil Z. Nekovařík.
- Boj o zemi, Bohumil Janda, Praha 1933, přeložil Bohumil Z. Nekovařík.
- Zlý rod, Hladík a Ovesný, Praha 1934, přeložil Bohumil Z. Nekovařík.
- Drama ve Hvězdném kaňonu, Marie Ovesná, Praha 1937, přeložil Bohumil Z. Nekovařík.
- Jde o Denverův život, Marie Ovesná, Praha 1937, přeložil Bohumil Z. Nekovařík, dokončení románu Drama ve Hvězdném kaňonu.
- Zločin na ranči G, Marie Ovesná, Praha 1938, přeložil Bohumil Z. Nekovařík.
- Stříbrná poušť, Sběratel, Praha 1938, přeložila Jarmila Králová.
- Šeptající ranč, Nezávislý novinář, Kladno 1991, přeložil Bohumil Z. Nekovařík, překlad upravila Jitka Vávrová.
- Jim Chaffee od Divokého koně, Návrat, Brno 1995.
- Návrat Jima Chaffeea, Návrat, Brno 1995.
- Na Velké pacifické, Návrat, Brno 1995.
- Zlý rod, Návrat, Brno 1998.

### Povídky
- Výzva, povídka vydaná v antologii Sbírka napínavých dobrodružství z celého světa, Šolc a Šimáček, Praha 1933.
- Lidé na poušti, Sběratel, Praha 1939.
- Nevypočitatelný (1933, The Inscrutable), povídka vydaná v antologii Šerif se žení, Mladá fronta, Praha 1970, přeložil Tomáš Korbař.
- Jak je v kraji zvykem (1937, Custom of the Country), povídka vydaná v antologii Šerif se žení, Mladá fronta, Praha 1970, přeložila Gabriela Nová.
- Dostavník do Lordsburgu (1937, Stage to Lordsburg), povídka vydaná v antologii Dostavník do Lordsburgu, Mladá fronta, Praha 1971, přeložil Tomáš Korbař.
- Pozemková horečka (1940, Land Rush), povídka vydaná v antologii Dostavník do Lordsburgu, Mladá fronta, Praha 1971, přeložil Tomáš Korbař.
- Hrdost (1934, Pride), povídka vydaná v antologii Strach v sedle, Albatros, Praha 1985.
- Tajemná řeka (1928, Secret River), Ivo Železný, Praha 1998, přeložil Michal Synek.
- Stopa neokovaného ponyho (1929, The Trail of the Barefoot Pony), Ivo Železný, Praha 1998, přeložil Michal Synek.
- Zabijáci (1930, The Killers), Ivo Železný, Praha 1998, přeložila Alena Rovenská.